# Список постраждалих під час Євромайдану журналістів

Верхній ряд:
Гліб Гаранич, Олександр Перевозник, Павел Пеньонжек.
Нижній ряд:
Дмитро Гнап, момент зіткнення біля АП

Список журналістів, побитих під час Євромайдану містить імена співробітників ЗМІ, постраждалих від сил МВС у Києві протягом акцій протесту у листопаді 2013-лютому 2014 років. Метою свідомих і навмисних протиправних дій державних службовців було перешкоджання висвітлення журналістами фактичних подій для громадськості, били незважаючи на розпізнавальні знаки працівників ЗМІ. 160 журналістів постраждало та 2 журналісти забито насмерть.

## 30 листопада
- Данський журналіст Йоханнес Вамберг Андерсен постраждав під час розгону Майдану 30 листопада. Також бійці спецпідрозділу забороняли йому подальшу зйомку.

## 1 грудня
На вечір 1 грудня таких журналістів було 40
- Журналісти «Громадського телебачення» Дмитро Гнап і Яків Любчич — побиті, розбиті камери й відібрані флешки;
- Знімальна група 5 каналу — журналіст Наталія Жижко та оператор Юрій Усік — були закидані камінням;
- Фотограф Reuters Гліб Гаранич — розбита голова, бив «Беркут». 3 грудня журналісти опублікували фото одного з беркутівців, який брав безпосередню участь і керував побиттям студентів на Майдані Незалежності 30 грудня 2013 р. Ним виявився старший лейтенант Антонов Євген Федорович, родом із Житомира, який виконує обов'язки командира 3-ї роти «Беркуту» у м. Київ[4]. Він також підозрюється у побитті фотокореспондента Reuters Гліба Гараніча ввечері 29 листопада на Майдані Незалежності.
- Побитий журналіст інформаційного агентства «Поряд з вами» Дмитро Прихно. Він у Швидкій допомозі з розбитою головою. Били міліціонери. Коли били, бачили, що в нього бейдж і камера;
- Роман Купріянов, оператор телеканалу Євроньюз. Роман знімав чоловіка, який лежав на асфальті після того, як його побили. Співробітники спецпідрозділу Беркут наказали йому не знімати. Роман продовжував знімати. Силовики його побили. Зараз він у лікарні;
- Постраждав польський журналіст Павел Пеньонжек (пол. Pawel Pieniążek) — від дій Беркута в Києві. Він висвітлював події біля Адміністрації президента України. Йому розбили голову під час однієї з атак міліції на мітингувальників;
- Побитий фотожурналіст «ЛІГАБізнесІнформ» Олександр Перевозник. Він висвітлював акцію на вулиці Банковій у Києві. Били співробітники міліції, 8 осіб. У нього був бейдж, він заявляв, що він журналіст, на це ніхто не звертав уваги;
- Постраждала журналіст журналу «Українського тижня» Валерія Бурлакова — під ногами вибухнула шумова граната;
- Отримав удар по голові й наковтався газу журналіст Української правди Мустафа Найєм;
- Від вибуху шумових гранат постраждав журналіст Макс Левін. У нього гематоми, сильні забиття.
- Побитий головний редактор газети 20 хвилин із Житомира Влад Пучич;
- Постраждав журналіст агентства Франс Пресс Сергій Супинський;
- Побитий фотокор Insider Максим Кудимець. Він заявляє, що силовики били його спеціально, били по камері;
- Постраждав журналіст Сергій Чузавков з Associated Press — госпіталізований із травмою голови після зіткнення мітингувальників із міліцією в Києві;
- Постраждав оператор українського телеканалу UBR, редакція підтвердила — прізвище уточнюється;
- Дмитро Ларін, Українська правда. Напав співробітник Беркута під час зйомок штурму. На журналісті був помаранчевий жилет і бейдж преси, який зірвав співробітник Беркута;
- Фотографу Анатолію Степанову кийком силовики розбили голову й зламали руку. У нього серйозна травма. Він заявляє, що представився «Беркуту», але те, що він — журналіст, лише більше розлютило правоохоронців;
- Журналісту Івану Чернічкіну пошкодило ногу — також уламком від шумової гранати біля Адміністрації президента;
- Оператор Олександр Заклецький — побитий міліцією, били кийками й ногами, намагалися відібрати чи розбити камери;
- Антон Чернишов із Незалежної журналістської профспілки — побитий, відібрана камера й розбита вщент;
- Денис Данько, телепрограма «Гроші» — травма голови;
- Ярослав Галата, газета «Демократична Україна», під ногами вибухнула граната, подряпини;
- Фотограф сайту Житомир.info Михайло Загорський — на Банковій отримав кийком по обличчю, розсічена вилиця, надавали першу допомогу у «швидкій». Знімав, стоячи на підвіконні, побачив, як б'ють операторів і фотографів, зістрибнув із підвіконня й намагався втекти, показував журналістське посвідчення й кричав, що журналіст, посвідчення вибили з рук — і отримав кийком;
- Кореспондент видання «Коментарі» Дмитро Качура. Йому в спину кинув камінь співробітник Беркута;
- Журналіст Українських Новин Євген Головенко знепритомнів під АП після того, як йому під ноги кинули світло-шумову гранату. Допомогу надали на місці.
- Олег Хаврук, заступник головного редактора Comments.ua — розбита голова (накладені шви), забиття на руках і спині — Беркут на розі вулиць Банковій та Інститутській;
- Постраждав фотограф Європейського прес-фотоагентства ЄПА Сергій Долженко;
- Євген Фельдман, Нова Газета, Москва. Влучили камінням біля пам'ятника Леніну;
- Юрій Бутусов, редактор Цензор.нет — сильно розбили голову;
- Емін Калантаров, Lifenews, Москва. Беркутівці пошкодили йому руку й розбили камеру;
- Сергій Полежака, фрилансер, били по руках-камері, пошкоджений об'єктив, сам цілий.
- Оператор 5-го каналу Іван Наконечний зазнав стусанів спецназівців, які під час масової акції тягли його по землі та намагалися перекинути через огорожу;
- Кореспондент «Українського тижня» Станіслав Козлюк постраждав під час сутички біля Кабміну 24 листопада. Його побив представник спецпідрозділу «Беркут»;
- Євген Малолєтка, фотокор УНІАН — зламано руку, розбито об'єктив, розтоптано спалах, за його словами, його били спеціально, знаючи, що він журналіст;
- Ігор Волосякін, сайт uezd.com.ua — удар по голові каменем, наковтався газу;
- Валерій Колосюк, редактор інтернет-порталу «Аратта. Вікно в Україну» — збили на землю, а потім добивали кийками ще людей 6-8, розбили фотоапарат, за медичною допомогою не звертався — всі «швидкі» були заповнені закривавленими людьми, має велику гематому на скроні, забої рук і ніг;
- Кореспондент порталу «Новоросс.інфо» та газети «Таврические вести. Новороссия» Сергій Юрченко — отримав серйозні травми під час заворушень на Банковій у Києві: пробито голову, кілька переломів та забоїв, шпиталізовано в київську лікарню № 17, вкрали або загубив планшет;
- Фотокореспондент газети «Нью-Йорк таймс» Джозеф Сивенький — постраждав під час штурму Банкової: «Мене поранило осколком в обличчя після вибуху, який стався прямо переді мною, коли я висвітлював зіткнення біля Адміністрації президента на Банковій. Я не можу сказати точно, що це було, але я підозрюю, що це був шматок шумової гранати або газового балончика. У лікарні мені його видалили і наклали шви».

## 25 грудня
- Тетяна Чорновол — побита вночі на ділянці траси Київ-Бориспіль трьома невідомими особами, її автомобіль пошкоджено. Позашляховик Porsche Cayenne Turbo (держномер AA5399EH[5]) з нападниками втік з місця подій. Постраждала отримала численні травми та струс мозку. Зберігся відеозапис з відореєстратора Т.Чорновол, де є докази переслідування нападників, номера і марка їх автомобіля, а також те, що раніше проводилося переслідування[6].

## 19—22 січня
За повідомленням Інституту масової інформації протягом подій на вулиці Грушевського у Києві протягом 19—22 січня зазнали травм 42 журналісти.
- Фотокореспондент російської «Нової газети» Євген Фельдман — поріз та розбитий ніс через вибух світло-шумової гранати. Сам Фельдман висловив припущення, що стріляли у нього цілеспрямовано[9].
- Журналіст газети «Вести» — В'ячеслав Веремій — поранений в руку та око осколком світло-шумової гранати[10][11].
- Редактор ніжинських «Уездных новостей» Ігор Волосянкін — поранення ніг, опіки, контузія внаслідок вибуху світлошумової гранати[12].
- Співробітники проекту Спільнобачення Галина Садомська (поріз ноги та обличчя осколком світло-шумової гранати), Антон Бережний (кульове поранення пальця руки, дрібні ушкодження), ЯН Фалькевич (розсічення брови осколком гранати), Анатолій Лазаренко (множинні гематоми)[11][13].
- Журналісти «Радіо Свобода» Ігор Ісхаков та Дмитро Баркар — затримані і побиті бійцями спецпідрозділу «Беркут», Ігор Ісхаков також зазнав травм від уламків гранати[14].
- Журналіст видання «Лівий берег» Макс Левін — отримав удар в обличчя від «тітушка», переслідувався групою невідомих осіб[15].
- Фотокореспондент «Коментарів» Олександр Брамс — вибите плече[16].
- Журналіст «Голосу України» Олександр Клименко — поранення ніг та обличчя осколками гранати[16].
- Журналістка 1+1 Наталка Пісня — поранення ноги з травматичної зброї[17].
- Журналіст інтернет-видання і газети ВО «Свобода» Володимир Тищенко — поранення ноги уламками гранати[18].
- Оператор 5 каналу Денис Савченко — перелом ноги внаслідок падіння з даху автобуса, який розгойдували бійці «Беркуту»[19].
- Оператор Каналу 24 Олександр Ковалевський — травми вух[20].
- Оператор Спільнобачення Тимур Ібрагімов — легкі поранення ніг уламками гранати, Тимур Бедерничик — опіки ніг[21].
- Журналіст московської газети «Мой район» Дмитро Сурнін — поранення гумовою кулею.
- Журналіст СТБ Олексій Сімаков — поранення ноги осколком гранати.
- Фрилансер та фотограф Роман Піліпей — удар цеглиною по голові.
- Редактор часопису «Критика» Данило Євтухов — поранення ока та вогнестрільне поранення руки гумовою кулею.
- Оператор 1+1 Іван Любиш-Кірдей — поранення ніг осколками гранати, отруєння газом.
- Оператор ICTV Володимир Зінченко — вогнестрільне поранення ока.
- Фотокореспондент Віталій Терещенко — падіння з даху автобусу, розхитуваного «Беркутом».
- Журналіст «Українського тижня» Роман Малко — поранення ока невідомим предметом.
- Журналіст «Надзвичайних новин» ICTV Юлія Крук — отруєння сльозогінним газом.
- Журналіст Української молодіжної інформаційної агенції Павло Іванов — 4 вогнепальні поранення обличчя.
- Оператор «Громадського телебачення» Влад Бовтрук — вогнепальні поранення ноги і живота.
- Кореспондент РЕН ТВ Станіслав Григор'єв — постраждав від вибуху гранати.

## 18-21 лютого
- Журналіст газети «Парламент» і «Киев еврейский» Шутов Ілля Якимович  — вогнепальні поранення обличчя, рук, ніг.

## Зведена таблиця
| № п/п | Ім'я                      | Організація                                                | Характер травм                                  | Деталі інциденту                                                                                 |  |
| ----- | ------------------------- | ---------------------------------------------------------- | ----------------------------------------------- | ------------------------------------------------------------------------------------------------ |  |
| 1     | Дмитро Гнап               | Громадське телебачення                                     | побитий                                         | розбиті камери, відібрані флешки                                                                 |  |
| 2     | Яків Любчич               | Громадське телебачення                                     | побитий                                         | розбиті камери, відібрані флешки                                                                 |  |
| 3     | Наталія Жижко             | 5 канал                                                    | закидана камінням                               |                                                                                                  |  |
| 4     | Юрій Усік                 | 5 канал                                                    | закиданий камінням                              |                                                                                                  |  |
| 5     | Гліб Гаранич              | Рейтер                                                     | розбита голова                                  | був побитий в. о. ком. 3 роти «Беркуту» Антоновом Євгеном                                        |  |
| 6     | Дмитро Прихно             | ІА «Поряд з вами»                                          | розбита голова                                  | міліціонери бачили бейдж преси і камеру                                                          |  |
| 7     | Роман Купріянов           | Euronews                                                   | побитий                                         | побили за відмову не знімати побитого чоловіка                                                   |  |
| 8     | Павел Пеньонжек           | Krytyka Polityczna, W Punkt, New Eastern Europe, Zaxid.net | розбита голова                                  |                                                                                                  |  |
| 9     | Олександр Перевозник      | ЛІГАБізнесІнформ                                           | побитий                                         | били 8 осіб хоч показував бейдж                                                                  |  |
| 10    | Валерія Бурлакова         | Український тиждень                                        | пошкоджено ноги                                 | вибух шумової гранати                                                                            |  |
| 11    | Мустафа Найєм             | Українська правда                                          | удар в голову, отруєння газом                   |                                                                                                  |  |
| 12    | Макс Левін                | Лівий берег                                                | гематоми, сильні забиття                        | вибух шумових гранат                                                                             |  |
| 13    | Влад Пучич                | «20 хвилин» (Житомир)                                      | побитий                                         |                                                                                                  |  |
| 14    | Сергій Супинський         | Франс Прес                                                 | травми ніг                                      |                                                                                                  |  |
| 15    | Максим Кудимець           | Insider                                                    | побитий                                         | свідоме нищення фотокамери                                                                       |  |
| 16    | Сергій Чузавков           | Ассошіейтед прес                                           | травма голови                                   |                                                                                                  |  |
| 17    | оператор телеканалу UBR   |                                                            | побитий                                         |                                                                                                  |  |
| 18    | Дмитро Ларін              | Українська правда                                          | побитий                                         | навмисно зірвали бейдж преси                                                                     |  |
| 19    | Анатолій Степанов         | фрилансер                                                  | розбита голова, поламана рука                   | на представлення журналістом «Беркут» не реагував                                                |  |
| 20    | Іван Чернічкін            | Фокус                                                      | пошкодження ноги                                | вибух шумової гранати                                                                            |  |
| 21    | Олександр Заклецький      |                                                            | побитий                                         | били кийками й ногами, спроба забрати камеру                                                     |  |
| 22    | Антон Чернишов            | Незалежна медіа-профспілка України                         | побитий                                         | забрали і розбили камеру                                                                         |  |
| 23    | Денис Данько              | Гроші                                                      | травма голови                                   |                                                                                                  |  |
| 24    | Ярослав Галата            | Демократична Україна                                       | подряпини                                       | вибух шумової гранати                                                                            |  |
| 25    | Михайло Загорський        | Житомир.info                                               | удар кийком в обличчя, розсічення вилиці        | навмисно вибили з рук посвідчення журналіста                                                     |  |
| 26    | Дмитро Качура             | Коментарі                                                  | травма спини                                    | співробітник «Беркута» кинув каменем в спину                                                     |  |
| 27    | Євген Головенко           | Українські новини                                          | втрата свідомості                               | вибух шумової гранати                                                                            |  |
| 28    | Олег Хаврук               | Comments.ua                                                | розбита голова, забиття на руках і спині        | місце інциденту- ріг Банківської та Інститутської                                                |  |
| 29    | Сергій Долженко           | Європейське прес-фотоагентство                             |                                                 |                                                                                                  |  |
| 30    | Євген Фельдман            | Нова Газета                                                |                                                 | кидок камінням, місце- біля пам'ятника Леніну                                                    |  |
| 31    | Юрій Бутусов              | Цензор.нет                                                 | тяжка травма голови                             |                                                                                                  |  |
| 32    | Емін Калантаров           | Lifenews                                                   | травма руки                                     | розбита камера                                                                                   |  |
| 33    | Сергій Полєжака           | фрилансер                                                  | травми рук                                      | травми незначні, пошкоджено об'єктив                                                             |  |
| 34    | Іван Наконечний           | 5 канал                                                    | забої                                           | «Беркут» тягнув по землі, намагався перекинути через огорожу                                     |  |
| 35    | Станіслав Козлюк          | Український тиждень                                        | побитий                                         | постраждав під Кабміном, 24 листопада                                                            |  |
| 36    | Наталія Фігель            | Медіа-портал діаспори «VIDIA»                              |                                                 | Закрита справа в американському суді за відсутністю складу злочину. Побиття журналістки не було. |  |
| 37    | Євген Малолєтка           | УНІАН                                                      | перелом руки                                    | розбито об'єктив та спалах                                                                       |  |
| 38    | Ігор Волосякін            | uezd.com.ua                                                | травма голови, отруєння газом                   |                                                                                                  |  |
| 39    | Валерій Колосюк           | «Аратта. Вікно в Україну»                                  | гематома на скроні, забої рук і ніг             | били 6-8 людей, розбита фотокамера                                                               |  |
| 40    | Сергій Юрченко            | «Новоросс.інфо», «Таврические вести. Новороссия»           | пробита голова, кілька переломів, забої         | втрачено планшет                                                                                 |  |
| 41    | Джозеф Сивенький          | Нью-Йорк Таймс                                             | поранення обличчя                               | вибух шумової гранати                                                                            |  |
| 42    | Тетяна Чорновол           | Лівий берег                                                | струс мозку, перелом носа, травма ока, гематоми | побита 25 грудня на трасі Київ-Бориспіль                                                         |  |
| 43    | Томаш П'єхаль             | EastBook.eu                                                | розбита голова                                  | побитий 30 листопада                                                                             |  |
| 44    | Йоханнес Вамберг Андерсен | Danmarks Radio                                             |                                                 | забороняли проводити зйомку                                                                      |  |
| 45    | Шутов Ілля Якимович       | Газета «Парламент» і Киев еврейский"                       | вогнепальні поранення обличчя, рук, ніг         | 18 лютого 2014                                                                                   |  |